# 星彩藍寶石鐮嘴風鳥
星彩藍寶石鐮嘴風鳥（Astrapimachus astrapioides）也被稱為綠胸步槍鳥，是極樂鳥科的一種鳥類，與埃利奧特鐮嘴風鳥（Epimachus ellioti）一起被認為是黑藍長尾風鳥與黑鐮嘴風鳥的跨屬間雜交種。
該理論由德國博物學家埃尔温·施特雷泽曼提出，但少數鳥類學家相信埃利奧特鐮嘴風鳥可能是有效的物種。

## 歷史
只有一個已知的成年雄性標本，由美國自然歷史博物館收藏，可能來自新幾內亞西北部的鳥頭半島。